# Бретнор, Реджиналд
Реджинальд Бретнор (англ. Reginald Bretnor (Alfred Reginald Kahn); 1911—1992) — американский писатель, критик и переводчик русского происхождения.

## Биография
Реджинальд Бретнор (при рождении — Альфред Реджинальд Кан) родился 30 июля 1911 года во Владивостоке. Отец — латышский еврей-банкир Григорий Каган, мать англичанка-гувернантка.
В 1915 году вместе с родителями и сестрой Маргарет переехал в Японию, а в 1919 году — в США. Учился в частных школах и колледжах. В 1934 году получил гражданство США. Во время Второй мировой войны работал в армейском информационном бюро и госдепартаменте США, был демобилизован по состоянию здоровья.
После войны изменил фамилию на бабушкину по материнской линии. С 1947 года — профессиональный писатель, первое его произведение — «Ну, может, по маленькой» (Maybe Just a Little One, 1947). Публиковался также под псевдонимом Грендель Бриартон (Grendel Briarton).
Умер 22 июля 1992 года в Медфорде, США. Был женат с 1949 года на Элен Хардинг (Helen Harding, умерла в 1967), с 1969 года — на Розали Лавай (Rosalie Leveille, умерла в 1988).
Лауреат премии «Хьюго» за лучший рассказ — «Гнурры лезут изо всех щелей» (The Gnurrs Come From the Voodvork Out, 1950).